# 中央军委后勤保障部运输投送局
中央军委后勤保障部运输投送局，位于北京市，是中央军事委员会后勤保障部下属局。是中国人民解放军主管全军的军事交通运输工作业务部门。
该部的业务之一是主管中国人民解放军车辆号牌，与公安部交通管理局、中国人民武装警察部队后勤部运输局等共同构成了中华人民共和国机动车号牌管理体系，2024年1月中央军事委员会主席习近平签署命令发布《军队运输投送条例》，內文為軍用非公開。

## 沿革
该局的前身为中国人民解放军总后勤部军事交通运输部，由总后勤部军事交通部与总后勤部车船部合并组成。总后勤部军事交通部的前身为1950年11月5日成立的中央人民政府人民革命军事委员会军事运输司令部，司令员吕正操。1954年9月，改称中国人民解放军总参谋部军事交通部。1969年10月，改隶总后勤部建制，称为中国人民解放军总后勤部军事运输部。1978年7月，改称中国人民解放军总后勤部军事交通部。
总后勤部车船部的前身是1950年1月成立的中央人民政府人民革命军事委员会总后勤部运输部。1952年8月改称中央人民政府人民革命军事委员会总后勤部车辆兽力管理部，1954年3月改称中国人民解放军总后勤部汽车拖拉机管理部，1960年改称中国人民解放军总后勤部运输部。1969年，总后勤部军械部、总后勤部运输部、总参谋部装备计划部合并为中国人民解放军总后勤部装备部。1975年，中共中央军委决定将总后勤部装备部拆分，成立中国人民解放军总参谋部装备部、中国人民解放军总后勤部军械车船部。1978年，总后勤部军械车船部拆分为中国人民解放军总后勤部军械部、中国人民解放军总后勤部车船部。
1992年10月，总后勤部军事交通部与总后勤部车船部合并组成中国人民解放军总后勤部军事交通运输部。
国家国防动员委员会国家交通战备办公室设在总后勤部军事交通运输部，总后勤部军事交通运输部部长兼任该办公室主任。
2016年改革前，中国人民解放军总后勤部军事交通运输部设有：政治部、办公室、综合局、第一运输局、第二运输局、第三运输局、航空运输局、铁路运输局、交通战备局、科技训练局、军车监理所、车辆检测中心、总后勤部军事交通运输研究所等部门；直属院校有中国人民解放军军事交通学院（副军级，驻天津市）、中国人民解放军镇江船艇学院（正师级，驻镇江市）、中国人民解放军蚌埠汽车士官学校（正师级，驻蚌埠市）；军事代表办事处有：
- 中国人民解放军驻北京铁路局军事代表办事处[15][16]
- 中国人民解放军驻沈阳铁路局军事代表办事处[16]
- 中国人民解放军驻上海铁路局军事代表办事处[16]
- 中国人民解放军驻南昌铁路局军事代表办事处
- 中国人民解放军驻成都铁路局军事代表办事处[16]
- 中国人民解放军驻郑州铁路局军事代表办事处[17][16]
- 中国人民解放军驻武汉铁路局军事代表办事处[18][16]
- 中国人民解放军驻西安铁路局军事代表办事处[18][16]
- 中国人民解放军驻太原铁路局军事代表办事处[16]
- 中国人民解放军驻济南铁路局军事代表办事处[16]
- 中国人民解放军驻南宁铁路局军事代表办事处[16][19]
- 中国人民解放军驻昆明铁路局军事代表办事处[16]
- 中国人民解放军驻兰州铁路局军事代表办事处[16]
- 中国人民解放军驻哈尔滨铁路局军事代表办事处[16]
- 中国人民解放军驻呼和浩特铁路局军事代表办事处[16]
- 中国人民解放军驻乌鲁木齐铁路局军事代表办事处
- 中国人民解放军驻广铁（集团）军事代表办事处
- 中国人民解放军驻青藏铁路公司军事代表办事处[16][20][21]
- 中国人民解放军驻中国外运长航集团航务军事代表办事处[22]

在深化国防和军队改革中，2016年1月中国人民解放军总后勤部撤销，组建中央军事委员会后勤保障部。中国人民解放军总后勤部军事交通运输部改组为中央军委后勤保障部运输投送局。

## 机构设置
- 铁路运输处[24]

……

## 历任局长
中国人民解放军总后勤部军事交通部部长
- 吕正操（1950年11月—1954年9月，军委军事运输司令部司令员）
- 吕正操 上将（1954年9月—1969年10月，总参谋部军事交通部部长）
- 徐斌（1969年10月—1972年5月，总后勤部军事运输部部长）[25]
- 成学俞（1975年7月—1983年3月，总后勤部军事运输部、总后勤部军事交通部部长）
- 李伦（1983年3月—1985年7月，总后勤部军事交通部部长）
- 左建昌 少将（1985年7月—1992年10月，总后勤部军事交通部部长）

中国人民解放军总后勤部车船部部长
- 刘显宜（1950年—1952年，军委总后勤部运输部副部长，主持工作）
- 韩振纪（1952年12月—1955年5月，军委总后勤部车辆兽力管理部、总后勤部汽车拖拉机管理部部长）
- 张贤约 中将（1955年5月—1959年4月，总后勤部汽车拖拉机管理部部长，1957年5月起为总后勤部副部长兼）
- 张明远 少将（1959年4月—1963年2月，总后勤部汽车拖拉机管理部、总后勤部运输部部长）
- 罗文 少将（1963年2月—1969年9月，总后勤部运输部部长）
- 封永顺（1969年9月—1970年4月，总后勤部装备部部长）
- 苑化冰（1970年4月—1973年7月，总后勤部装备部部长）
- 崔怀之（1975年7月—1978年3月，总后勤部军械车船部部长）
- 王家尧（1978年4月—1982年8月，总后勤部车船部部长）
- 沈云康（1982年8月—1985年4月，总后勤部车船部部长）
- 朱淼泉 少将（1985年6月—1990年6月，总后勤部车船部部长）
- 苏书岩 少将（1990年6月—1992年9月，总后勤部车船部部长）

中国人民解放军总后勤部军事交通运输部部长
- 左建昌 少将（1992年10月—1994年12月）
- 蒋土良 少将（1995年7月—2003年1月）
- 王福臣 少将（2003年1月—2005年6月）
- 赵占平 少将（2005年6月—2010年12月）
- 张伟 少将（2010年12月—2015年）

| 中央军委后勤保障部运输投送局局长 - 白忠斌 少将（2016年—） | 中央军委后勤保障部运输投送局副局长 - 杜晓东 大校（2016年—） - 王同广 大校（2016年—） - 张天翔 |

## 国家交通战备办公室
1963年，中央军委交通战备规划小组成立。1978年，国家决定成立国务院、中央军委交通战备领导小组。1994年11月，国家国防动员委员会成立，原国务院、中央军委交通战备领导小组办公室改为国家国防动员委员会交通战备办公室（国家交通战备办公室）。
国家交通战备办公室的主要职责是：
1. 拟订国防交通工作的方针、政策，草拟有关法律、行政法规；
2. 规划全国国防交通网路布局，对国家交通建设提出有关国防要求的建议；
3. 拟订全国国防交通保障计划，为重大军事行动和其他紧急任务组织交通保障；
4. 组织全国国防交通科学技术研究；
5. 指导检查国防交通工作，协调有关方面的关系；
6. 实施全国的民用运力国防动员工作等[30]。

国家交通战备办公室历任主任、副主任是：

| 主任 - 蒋士良（1995年7月—2003年1月，总后勤部军事交通运输部部长） - 王福臣（2003年1月—2005年6月，总后勤部军事交通运输部部长） - 赵占平（2005年6月—2010年12月，总后勤部军事交通运输部部长） - 张伟（2010年12月—2015年，总后勤部军事交通运输部部长） - 白忠斌（2016年—，中央军委后勤保障部运输投送局局长） | 副主任 …… - 陈泽亮（？—2004年4月13日病逝，总后勤部军事交通运输部副部长） - 王福臣（？—？） - 赵占平（？—？，总后勤部军事交通运输部副部长） - 刘冀和（？—？，总后勤部军事交通运输部副部长） - 孙凤乐（？—？，总后勤部军事交通运输部交通战备局局长） - 黄伟业（？—2016年，总后勤部军事交通运输部交通战备局局长；2016年—，中央军委后勤保障部运输投送局参谋） - 王铁牛（？—） |